# Daniel Capitanich
Mateo Daniel Capitanich, conocido simplemente como Daniel Capitanich (Presidencia Roque Sáenz Peña, 12 de septiembre de 1969), es un político argentino y militante del Partido Justicialista. De profesión productor agrícola, fue elegido intendente en la localidad de Campo Largo, entre los años 2011 y 2015. Tras su gestión frente a este municipio, fue elegido como el 29º vicegobernador de la Provincia del Chaco, para el período 2015-2019, acompañando en la gestión a Oscar Domingo Peppo y asumiendo el mismo el 10 de diciembre de 2015. Es hermano del exgobernador chaqueño Jorge Capitanich.
En agosto del 2020, el presidente Alberto Fernández lo designó como Embajador de la Argentina en Nicaragua, siendo su nominación confirmada por el Senado posteriormente.

## Biografía

### Comienzos
Daniel Capitanich proviene de una familia de descendientes de montenegrinos afincados en la Colonia José Mármol, conocida como «La Montenegrina» en el Departamento Independencia, de la Provincia del Chaco. De su familia, Daniel es el menor de tres hermanos varones, siendo ellos Héctor Wilman (n. 1962) y Jorge Milton (n. 1964). De los tres, sólo Héctor y Daniel continuarían con la tradición familiar, siendo productores agrícolas del Paraje La Montenegrina. Al mismo tiempo, Héctor desarrollaría una breve carrera como automovilista zonal. De esta manera, ambos hermanos mantienen sus haciendas dentro del paraje Colonia José Mármol.

### Carrera política
Motivado por la carrera política forjada por su hermano Jorge, Daniel también se afilió al Partido Justicialista. En sus primeros pasos dentro de la política, fue designado en el año 2010 como titular de la Sede Regional Nordeste de la ANSeS, ejerciendo el cargo por seis meses. La figura y convocatoria generada por su segundo hermano, lo impulsan a presentar en el año 2011 su candidatura como intendente de la localidad de Campo Largo, municipio del cual depende la Colonia José Mármol donde reside. Tras estos comicios, Daniel Capitanich terminaría consagrándose como intendente con el 51,85% de los votos, asumiendo su mandato por el período 2011-2015 y derrotando al candidato radical Juan Carlos Fariello, quien buscaba su reelección.
En 2019 fue candidato a Intendente de Presidencia Roque Sáenz Peña, sacando el 32% de los votos, perdió contra el 51% Bruno Cipolini, hijo del entonces Intendente, Gerardo Cipolini.